# علامة القطنية
علامة القطنية (بالإنجليزية: psoas sign)‏، أيضًا تسمىاختبار القطنية لكوب (بالإنجليزية: Cope's psoas test)‏ هي علامة طبية تُساعد في تشخيص التهاب الزائدة الدودية، وتتمثل في إحساس بألم في البطن نتيجة حدوث تهيج للجزء البطني للعضلة الحرقفية القطنية، الأمر الذي يُشير إلى أن الزائدة الدودية الملتهبة تتموضع خلف الأعور; حيث أن العضلة الحرقفية القطنية توجد خلف التجويف البريتوني.
ويتم الكشف عن علامة القطنية بالاستعانة بالساق اليُمنى للمريض، حيث يستلقي المريض على جانبه الأيسر ممددا ركبتيه، فيما يقوم الطبيب بارجاع الفخذ الممدد للوراء (الطريقة الأولى)، أو أن يستلقي المريض على ظهره، ويطلب منه الطبيب أن يرفع قدمه المدود لأعلى فيما يقاوم الطبيب عملية الرفع هذه (الطريقة الثانية).
وتُعتبر علامة القطنية إيجابية في حالة وجود ألم بطني، وينتج هذا الألم بسبب أن العضلة القطنية تجاور التجويف البريتوني، وتقع العضلة الحرقفية القطنية اليمنى تحت الزائدة الدودية أثناء استلقاء المريض، ولذلك فإن انقباض العضلة (الطريقة الأولى) أو تمددها (الطريقة الثانية) يسبب احتكاكاً بالزائدة الملتهبة مسببا الإحساس بالألم، وتكون علامة القطنية إيجابية في حالة التهاب الزائدة الدودية، كما قدتكون إيجابية في حالات أخرى مثل خراج عضلة القطنية، أو تهيج التجويف خلف الصفاق بسبب نزيف البطن.
عُرفت علامة القطنية من خلال الجراح الإنجليزي زاكاري كوب.

## روابط خارجية
- مراجعة التهاب الزائدة الدودية الحاد في طبيب الأسرة الأمريكية